# پیتر واشرشید
پیتر واشرشید (آلمانی: Peter Wasserscheid؛ زاده ۲۳ اکتبر ۱۹۷۰ در وورتسبورگ) شیمیدان آلمانی و استاد مهندسی واکنش شیمیایی در دانشگاه فریدریش-آلکساندر ارلانگن-نورنبرگ است. او به همراه ماتیاس بلر در سال ۲۰۰۶ جایزه گوتفرید ویلهلم لایبنیتس را دریافت کرد.

## سابقه شخصی
واشرشید قبل از اینکه دکترای خود را در گروه تحقیقاتی ویلهلم کایم انجام دهد، در دانشگاه فنی آخن شیمی تحصیل کرد. پس از پسادکتری در بی‌پی در انگلیس ، وی در دانشگاه فنی آخن فعالیت داشت. از اکتبر ۲۰۰۳، واشرشید ریاست مهندسی شیمی را در دانشگاه ارلانگن-نورنبرگ برعهده داشت.